# 小行星5504
小行星5504（英語：5504 Lanzerotti）是一颗围绕太阳公转的小行星。1985年3月22日，愛德華·鮑威爾在可可尼诺县发现了此天体。
这颗小行星的绝对星等为132.99299等。